# Takahiro Kawamura
Takahiro Kawamura (河村 崇大 Kawamura Takahiro?, nacido el 4 de octubre de 1979 en Shizuoka) es un exfutbolista japonés. Jugaba de centrocampista y su último club fue el BEC Tero Sasana FC.

## Trayectoria

### Clubes
| Club               | País      | Año         |
| ------------------ | --------- | ----------- |
| Júbilo Iwata       | Japón     | 1998 - 2008 |
| River Plate        | Argentina | 1999        |
| Cerezo Osaka       | Japón     | 2006        |
| Kawasaki Frontale  | Japón     | 2007        |
| Tokyo Verdy        | Japón     | 2009        |
| Police United FC   | Tailandia | 2010        |
| TOT SC             | Tailandia | 2011 - 2015 |
| BEC Tero Sasana FC | Tailandia | 2016        |

## Palmarés

### Títulos nacionales
| Título             | Club         | País  | Año  |
| ------------------ | ------------ | ----- | ---- |
| Copa J. League     | Júbilo Iwata | Japón | 1998 |
| J1 League          | Júbilo Iwata | Japón | 1999 |
| J1 League          | Júbilo Iwata | Japón | 2002 |
| Copa del Emperador | Júbilo Iwata | Japón | 2003 |